# Колошино (Ярославская область)
Колошино — деревня в Большесельском сельском поселении Большесельского района Ярославской области.

## Население
По данным статистического сборника «Сельские населенные пункты Ярославской области на 1 января 2007 года», в деревне Колошино проживает 48 человек. По топокарте на 1981 год в деревне проживало 0,10 тыс. человек.

## География
Деревня расположена в 4 км к югу от районного центра Большое Село, на правом восточном берегу реки Молокша, левого притока Юхоти. Река Молокша протекает в глубокой долине, деревни по её берегам стоят на возвышенности, над долиной. Выше по течению, также на левом берегу стоит деревня Бекичево, а напротив её Тупайцево. Восточнее Колошино по правому берегу Молокши проходит дорога из Большого Села к Высоково. Ниже по течению Молокши эта дорога по мосту переходит на левый берег Молокши. Сразу ниже моста стоят деревни Федорково на правом и Андреево на левом берегу.